# Scemo di viaggio
Scemo di viaggio (An Idiot Abroad) è un programma televisivo documentaristico a carattere umoristico di produzione britannica, andato in onda dal 23 settembre 2010 al 21 dicembre 2012 su Sky 1, per un totale di 3 edizioni e 20 puntate. È stato trasmesso a livello internazionale; in Italia la prima edizione è andata in onda su Discovery Channel dal 1º giugno 2012, mentre la seconda e la terza su DMAX a partire dal 2 giugno 2013. Dal 2014 è stato reso disponibile dal servizio di streaming Netflix (dal 2016 per l'edizione italiana).
Il programma è stato ideato dagli sceneggiatori e comici Ricky Gervais e Stephen Merchant e segue i viaggi di Karl Pilkington. La premessa di ogni episodio è che Pilkington ha molti preconcetti ed è disinteressato ai viaggi in paesi stranieri, per cui Merchant e Gervais lo mandano in giro per il mondo per «fargli conoscere altre culture, altri popoli» e vedere se quest'esperienza «cambierà la sua visione del mondo» e gli «aprirà la mente», mentre loro restano nel Regno Unito a monitorare i suoi progressi.

## Panoramica

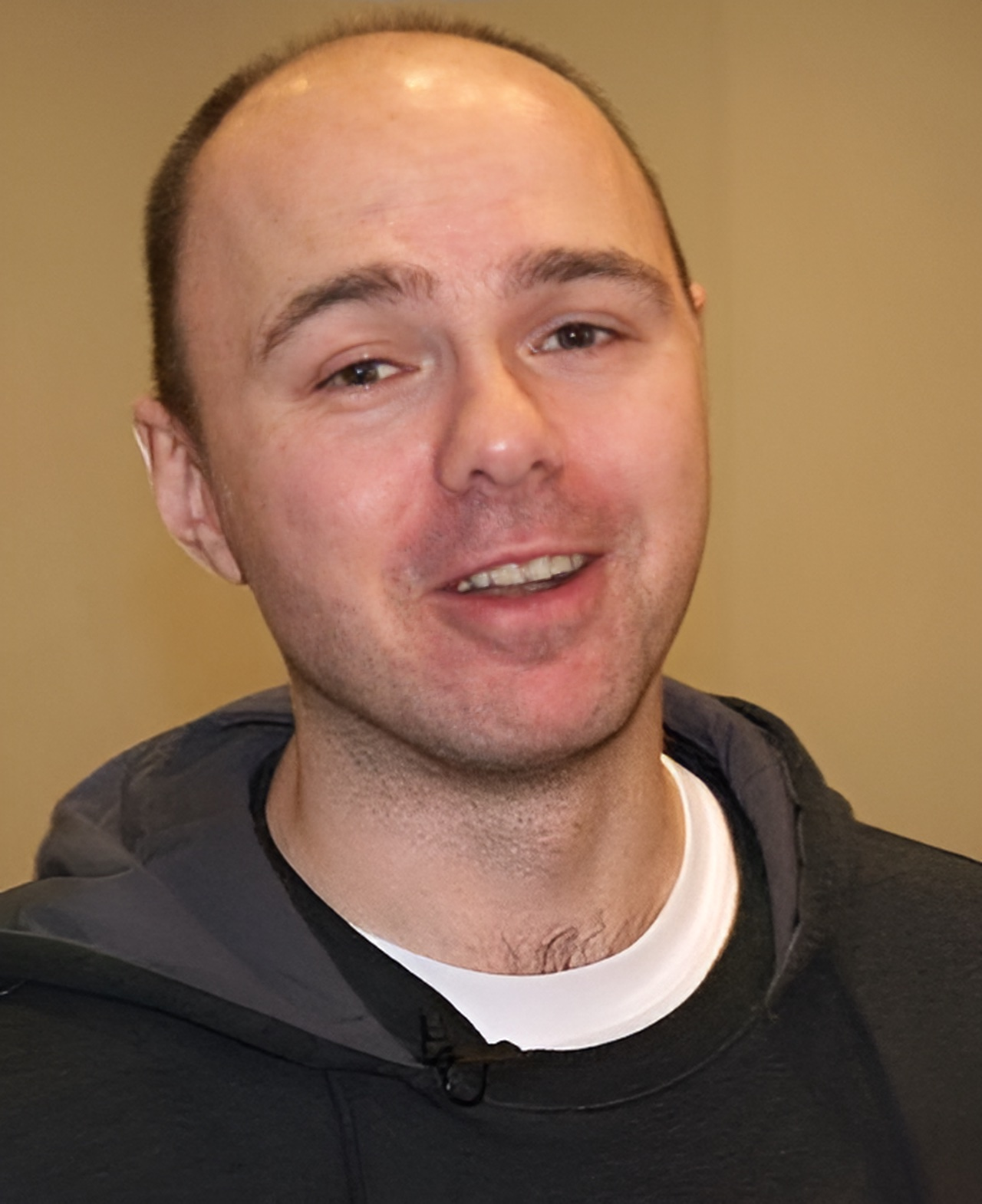
Il programma segue i viaggi di Karl Pilkington in giro per il mondo.

Inizialmente intitolato Karl Pilkington's Seven Wonders of the World, Scemo di viaggio documenta i viaggi di Karl Pilkington in paesi stranieri, focalizzandosi in particolare sulle sue reazioni e le sue idiosincrasie di fronte alla differenza culturale del paese che sta visitando. Nel corso di ogni puntata, Gervais e Merchant contattano telefonicamente Pilkington per assegnargli dei compiti, spesso difficoltosi e in aperto contrasto con la mentalità e le convinzioni di Pilkington. I produttori del programma hanno confermato che a Pilkington non viene dato alcun preavviso sulle attività che dovrà svolgere e che sono i cameraman a persuaderlo nel corso del viaggio.
La prima edizione, intitolata The Seven Wonders, ha usato come pretesto l'obiettivo di visitare le nuove sette meraviglie del mondo. In realtà le nuove meraviglie comprendono il Colosseo a Roma, che invece non è stato una delle destinazioni di Pilkington: al suo posto ha visitato la Piramide di Cheope in Egitto, l'unica delle sette meraviglie del mondo (antico) ancora intatta.
La seconda edizione, intitolata The Bucket List, ha mostrato Pilkington andare in paesi esteri per compiere le attività elencate in una "lista di cose da fare prima di morire", da lui non stilata.
La terza edizione, intitolata The Short Way Round, è stata pensata come speciale natalizio ed è andata in onda nel Regno Unito alla fine del 2012. Nelle prime tre delle quattro puntate che compongono l'edizione (la quarta è una discussione sul viaggio), Pilkington e Warwick Davis compiono insieme un viaggio da Venezia fino alla Cina, attraverso l'Europa orientale e l'India, liberamente ispirato a quello di Marco Polo. Stephen Merchant, in quel periodo impegnato in altri progetti, non è comparso in quest'edizione.

## Paesi visitati
- Edizione 1 – The Seven Wonders:

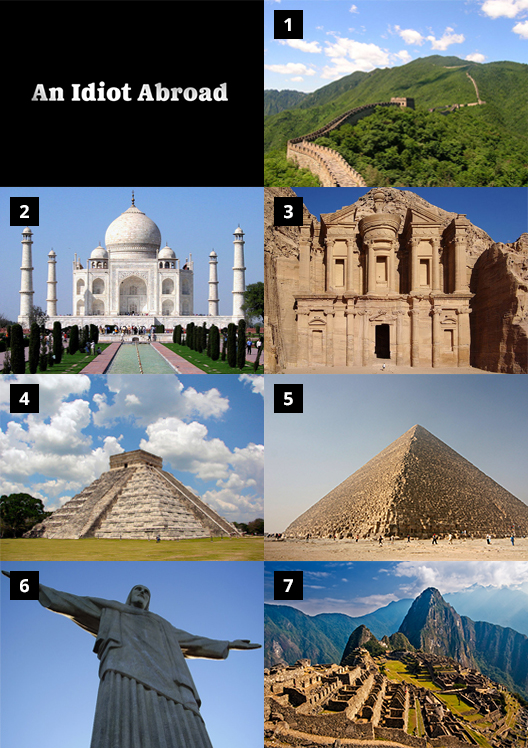
Le "sette meraviglie" visitate nella prima edizione del programma. Seguendo l'ordine:
1. Grande muraglia cinese
2. Taj Mahal
3. Petra
4. Chichén Itzá
5. Piramide di Cheope
6. Cristo Redentore
7. Machu Picchu
I numeri corrispondono anche alle puntate in cui vengono visitate.

  -  Cina – Grande muraglia cinese (puntata 1)
  -  India – Taj Mahal (puntata 2)
  -  Israele – Gerusalemme, Mar Morto  (puntata 3)
  -  Cisgiordania – Betlemme (puntata 3)
  -  Giordania – Petra (puntata 3)
  -  Messico – Chichén Itzá (puntata 4)
  -  Egitto – Piramide di Cheope (puntata 5)
  -  Brasile – Cristo Redentore (puntata 6)
  -  Perù – Machu Picchu (puntata 7)
- Edizione 2 – The Bucket List:
  -  Nuova Zelanda – Bungee jumping (puntata 1)
  -  Vanuatu – Visitare a un'isola disabitata (puntata 1)
  -  Russia – Ferrovia Transiberiana (puntata 2)
  -  Mongolia – Wrestling mongolo (puntata 2)
  -  Cina – Kingdom of the Little People (puntata 2)
  -  Thailandia – Songkran (puntata 3)
  -  Australia – Nuotare con gli squali (puntata 3)
  -  Stati Uniti d'America – Whale watching in Alaska (puntata 4)
  -  Sudafrica – Safari (puntata 5)
  -  Uganda – Foresta impenetrabile di Bwindi (puntata 5)
  -  Stati Uniti d'America – U.S. Route 66 (puntata 6)
  -  Giappone – Scalare il Fuji (puntata 7)
- Edizione 3 – The Short Way Round:
  -  Italia – Venezia (puntata 1)
  -  Macedonia (puntata 1)
  -  India (puntate 2-3)
  -  Cina (puntata 3)
  -  Hong Kong (puntata 3)
  -  Macao (puntata 3)

## Edizioni
| Edizione | Puntate | Prima TV Regno Unito | Prima TV Italia |
| -------- | ------- | -------------------- | --------------- |
| 1        | 8       | 2010                 | 2012            |
| 2        | 8       | 2011                 | 2013            |
| 3        | 4       | 2012                 | 2013            |

## Trasmissione originale e ascolti

### Prima edizione
La prima edizione di Scemo di viaggio è stata trasmessa su Sky 1 dal 23 settembre all'11 novembre 2010. La prima puntata del programma ha raggiunto un indice di ascolto di 1.241.000 spettatori, secondo i dati del Broadcasters' Audience Research Board, rendendolo il quarto programma su piattaforma non terrestre più seguito del giorno. Gli ascolti della prima edizione sono aumentati durante la sua messa in onda, con picchi di ascolto di 1.850.000 spettatori per la terza puntata e di 1.918.000 per la settima.

### Seconda edizione
La seconda edizione è stata trasmessa su Sky 1 dal 23 settembre all'11 novembre 2011. La prima puntata dell'edizione ha raggiunto i 2.659.000 spettatori, rendendo Scemo di viaggio il programma di Sky 1 e il programma su piattaforma non terrestre più seguito dal 2005.

### Terza edizione
La terza edizione è composta da uno speciale natalizio in tre parti, trasmesso dal 30 novembre al 14 dicembre 2012, e da una quarta puntata, intitolata A Commentary, trasmessa il 21 dicembre 2012. In quest'ultima, che ha segnato la fine del programma, Davis, Pilkington e Gervais commentano la terza puntata dell'edizione.

### An Idiot Abroad: Lost Luggage
Nel febbraio del 2013 l'emittente Science, che aveva trasmesso tutte e tre le edizioni nel Nord America, ha iniziato a ritrasmettere le puntate di Scemo di viaggio con il titolo An Idiot Abroad: Lost Luggage. Ogni puntata è costituita dalla puntata originale e da due brevi segmenti inediti, girati nell'abitazione di Gervais in Inghilterra, nei quali Gervais e Pilkington tengono una breve discussione.

### Indici di ascolto
SpettatoriPuntata0500.0001.000.0001.500.0002.000.0002.500.0003.000.00012345678Prima edizioneSeconda edizioneTerza edizioneAscolti Scemo di viaggio (prima messa in ond...
I dati presenti in tabella e in grafico fanno riferimento alla prima messa in onda originale su Sky 1.
| Edizione       | Pun. 1 | Pun. 2 | Pun. 3 | Pun. 4 | Pun. 5 | Pun. 6 | Pun. 7 | Pun. 8 |
| -------------- | ------ | ------ | ------ | ------ | ------ | ------ | ------ | ------ |
| Prima (2010)   | 1,241  | 1,382  | 1,850  | 1,645  | 1,620  | 1,539  | 1,918  | 1,605  |
| Seconda (2011) | 2,659  | 2,198  | 2,227  | 2,248  | 2,184  | 2,202  | 2,656  | 2,302  |
| Terza (2012)   | 2,242  | 2,059  | 2,260  | 0,771  | -      | -      | -      | -      |

## Accoglienza

### Critica

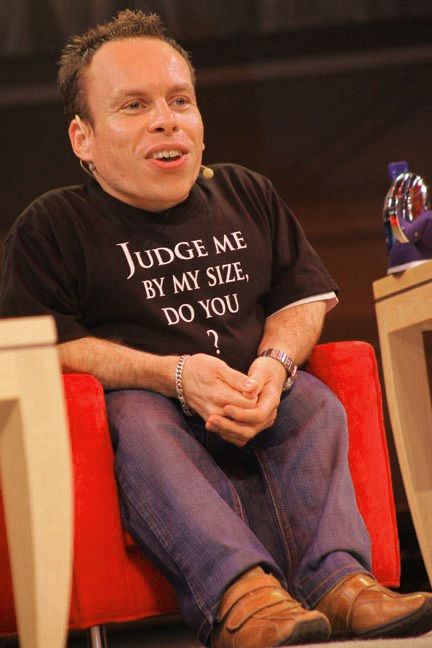
L'introduzione di Warwick Davis nella terza edizione, in cui accompagna Pilkington nel suo viaggio, è stata lodata dalla critica.

Il programma ha riscosso un notevole apprezzamento da parte della critica. Tim Goodman di The Hollywood Reporter ha affermato: «A volte è quasi impossibile non sbellicarsi dalle risate. Scemo di viaggio è ridicolmente divertente e anche quando è evidente che Gervais e Merchant, tenendo le fila da casa loro in Inghilterra e comunicando con Pilkington per mezzo del cellulare [...] , si stiano facendo quattro crudeli risate, è quasi impossibile non sbellicarsi dal ridere di fronte al destino del povero Pilkington». Parlando della prima edizione del programma, WhatCulture ha affermato: «È il documentario più divertente che abbia mai visto e forse anche il migliore. Posso dire che Scemo di viaggio ha il potenziale per essere un programma televisivo sui viaggi davvero memorabile, pieno zeppo di umorismo, di cuore e di approfondimenti unici sulle altre culture». TV Shows on DVD ha recensito positivamente la prima edizione, affermando: «Sono stato in tre dei posti visitati nelle puntate, ed è stato uno spasso vedere Karl provare a viverci».
MSN ha recensito positivamente la seconda edizione: «La seconda edizione potrà mascherare la sua premessa da "lista di cose da fare prima di morire", ma in realtà è una presentazione delle credenziali da idiota sapiente di Karl Pilkington in un contesto che lo vede come un pesce fuor d'acqua. Le risate inevitabili che provoca, a prescindere dalla situazione, rendono quest'edizione un must». WhatCulture ha assegnato alla prima puntata della seconda edizione 4 stelle e mezza, affermando: «Mentre la prima edizione presentava un'offerta limitata di sette puntate, la lista sembra offrire un'ampia pletora di materiale che potrebbe coprire diverse stagioni. E se la qualità continua a rimanere ai livelli della prima puntata di questa nuova edizione, possano Ricky e Steven continuare a lungo a torturare lo straordinario signor Pilkington».
Ian Hyland di The Daily Mail ha apprezzato la terza edizione e l'introduzione di Warwick Davis: «Nonostante i miei iniziali timori che fosse quel tipo di intromissione indesiderata che può uccidere un brillante show televisivo per sempre, devo accettare che Gervais probabilmente sapesse quello che stava facendo sin dall'inizio. Perché questa prima puntata conta di cinque dei dieci momenti televisivi esilaranti di questa settimana. Anziché soffocare lo stile di Pilkington, Davis lo valorizza enormemente. Talvolta è perfettamente complementare a Pilkington e i due fanno un duetto scenico fantastico». Shiny Potato ha affermato: «Warwick Davis è un'aggiunta gradita al programma e sembra non far altro che peggiorare le reazioni di Karl». Secondo Ricky Gervais, la terza edizione è la migliore del programma.

### Riconoscimenti
Nel 2011 Scemo di viaggio è stato candidato al British Comedy Award per il miglior programma di intrattenimento comico, a un Broadcasting Press Guild Award e a un TV Choice Award.
Nel 2012 è stato candidato a un secondo Broadcasting Press Guild Award, per il miglior programma multi-canale, al British Academy Television Award (BAFTA televisivo) per il miglior programma reality o factual, e al National Television Award per il programma factual più popolare, premio per il quale è stato ricandidato nel 2014.

## Libri e podcast
Il programma televisivo è stato accompagnato da un libro intitolato An Idiot Abroad: The Travel Diaries of Karl Pilkington, scritto da Karl Pilkington e pubblicato da Canongate Books nel 2010, poco dopo la conclusione della prima edizione. Il 20 settembre 2012 la stessa casa editrice ha pubblicato un secondo libro di Pilkington legato al programma, intitolato The Further Adventures of An Idiot Abroad.
Oltre che dai due libri, il programma è stato accompagnato anche da un podcast ufficiale.